# Tham tụng
Tham tụng (参從) là chức Tể tướng thay cho tên gọi Bình chương quân quốc trọng sự (平章軍國重事) bắt đầu từ thời Trịnh Tùng cho đến thời Trịnh Tông.
Năm 1600, Trịnh Tùng được phong vương, chính thức trở thành chúa. Họ Trịnh được hưởng thế tập ngôi chúa. Từ đây họ Trịnh lập ra hệ thống tổ chức chính quyền ở phủ chúa tương ứng với chính quyền có sẵn bên cung vua.
Trịnh Tùng bãi bỏ chức Tả, Hữu Thừa tướng và Bình chương của thời trước, đặt ra chức Tham tụng làm việc Tể tướng. Quyền lực của Tham tụng rất lớn, đều do chúa Trịnh tiến cử từ các viên Thượng thư (ngày nay tương đương với Bộ trưởng) hoặc Thị lang lên.
Chức quan Tham tụng chỉ duy nhất xuất hiện trong thời kì Lê – Trịnh, là chức quan nắm quyền vị lớn, quan trọng bậc nhất trong phủ Chúa.

## Một số Tham tụng nổi tiếng
Phạm Công Trứ (范公著, 1600 - 1675)
Nguyễn Quý Đức (阮貴德, 1648 -1720)
Nguyễn Hiệu (阮傚; 1674 - 1735)
Phạm Đình Kính  (范廷鏡; 1669 - 1737)
Lê Hữu Kiều (黎有喬, 1691-1760)
Hà Tông Huân (何宗勳, 1697-1766)
Nguyễn Nghiễm (阮儼, 1708 - 1776)
Phan Huy Cẩn (潘輝? 1722 – 1789)
Bùi Huy Bích (裴輝璧; 1744 - 1818)